# اوگنی لیفشیتز
اوگنی میخایلوویچ لیفشیتز ForMemRS (روسی: Евге́ний Миха́йлович Ли́фшиц؛ ۲۱ فوریه ۱۹۱۵، خارکوف، امپراتوری روسیه – 29 اکتبر ۱۹۸۵، مسکو، روسیه SFSR) یک فیزیکدان برجسته اتحاد جماهیر شوروی و برادر دیگر فیزیکدان معروف روسی، ایلیا لیفشیتز بود.
لیفشیتز دومین نفر از ۴۳ نفری بود که تا کنون امتحان «حداقل نظری» لاندو را با موفقیت گذراند.
او در همکاری با لانداو درسنامه‌های فیزیک نظری را تکمیل کرد.

## منتخب کارهای علمی
لیفشیتز بیشتر برای مجموعه کارهایش در زمینه نسبیت عام به ویژه برای همکاریهایش بر روی حدس BKL در مورد ماهیت تکینگی منحنی عمومی به خوبی شناخته شده‌است؛ که تا تاریخ ۲۰۰۶، این حدس به‌طور گسترده‌ای به عنوان یکی از مهمترین مسایل باز در موضوع گرانش کلاسیک در نظر گرفته می‌شود.
لیفشیتز با همکاری لو لاندو، به منظور ایجاد یک مجموعه کامل و مبسوط آموزشی برای تحصیلات تکمیلی در رشته فیزیک، مجموعه درسنامه‌ای تحت عنوان دوره فیزیک نظری را مورد نگارش قرار دادند. این کتاب‌ها هنوز هم به عنوان یکی از منابع ارزشمند فیزیک محسوب می‌شوند و همچنان مورد استفاده گسترده قرار می‌گیرند.
علاوه بر نگارش کتابهای دوره فیزیک نظری، او کمکهای بسیار ارزنده ای به پیشبرد علم فیزیک انجام داد، به ویژه او در الکترودینامیک کوانتومی، موفق به ارایه نظریه ای برای محاسبه نیروی کاسیمیر در یک پیکربندی ماکروسکوپی دلخواه از فلزات و دی الکتریکها شد.
مفهوم خاص نقطه بحرانی چندگانه، از سال ۱۹۷۵ نام او را به خود اختصاص داده و به نقطه لیفشیتز نامیده می‌شود.

## کتابشناسی
- Belinskii, V. A.; Khalatnikov, I. M.; Lifshttz, E. M. (1970). "Oscillatory approach to a singular point in the relativistic cosmology". Advances in Physics. 19 (80): 525. Bibcode:1970AdPhy..19..525B. doi:10.1080/00018737000101171. The paper introducing the تکینگی بی کی ال.
- Landau, L. D.; Lifschitz, E. M. (1976). Mechanics. Course of Theoretical Physics. Vol. Vol. 1 (3rd ed.). London: Pergamon. ISBN 0-08-021022-8. {{cite book}}: |volume= has extra text (help)
- Landau, L. D.; Lifschitz, E. M. (1971). Classical Theory of Fields. Course of Theoretical Physics. Vol. Vol. 2 (3rd ed.). London: Pergamon. ISBN 0-08-016019-0. {{cite book}}: |volume= has extra text (help)
- Landau, L. D.; Lifschitz, E. M. ; (1977). Quantum Mechanics: Non-relativistic Theory. Course of Theoretical Physics. Vol. Vol. 3 (3rd ed.). London: Pergamon. ISBN 0-08-020940-8. {{cite book}}: |volume= has extra text (help)نگهداری CS1: نقطه‌گذاری اضافه (link) نگهداری یادکرد:نام‌های متعدد:فهرست نویسندگان (link)
- Berestetskii, V. B.; Lifschitz, E. M.; Pitaevskii, L. P. (1982). Quantum Electrodynamics. Course of Theoretical Physics. Vol. Vol. 4 (2nd ed.). London: Pergamon. ISBN 0-08-026503-0. {{cite book}}: |volume= has extra text (help)
- Lifschitz, E. M.; Pitaevskii, L. P. (1981). Physical Kinetics. Course of Theoretical Physics. Vol. Vol. 10 (1st ed.). Oxford: Pergamon. ISBN 0-08-026480-8. {{cite book}}: |volume= has extra text (help)